# Форель (Лаво)
Форель (фр. Forel) — громада  в Швейцарії в кантоні Во, округ Лаво-Орон.

## Географія
Громада розташована на відстані близько 70 км на південний захід від Берна, 11 км на схід від Лозанни.
Форель має площу 18,5 км², з яких на 7,8% дозволяється будівництво (житлове та будівництво доріг), 64,2% використовуються в сільськогосподарських цілях, 27,7% зайнято лісами, 0,3% не є продуктивними (річки, льодовики або гори).

## Демографія
2019 року в громаді мешкало 2064 особи (+6% порівняно з 2010 роком), іноземців було 18,8%. Густота населення становила 112 осіб/км².
За віковим діапазоном населення розподілялося таким чином: 21,9% — особи молодші 20 років, 61,5% — особи у віці 20—64 років, 16,6% — особи у віці 65 років та старші. Було 882 помешкань (у середньому 2,3 особи в помешканні).
Із загальної кількості 1002 працюючих 97 було зайнятих в первинному секторі, 550 — в обробній промисловості, 355 — в галузі послуг.